# بيرجيت باير
بيرجيت باير (بالألمانية: Birgit Beyer)‏ هي لاعب هوكي الحقل ألمانية، ولدت في 13 ديسمبر 1967.

## وصلات خارجية
- بيرجيت باير على موقع أوليمبيديا (الإنجليزية)